# Data Definition Language
Data Definition Language, DDL – grupa instrukcji w języku SQL, które służą do definiowania struktur danych. Możemy do nich zaliczyć polecenia takie jak CREATE, ALTER, DROP i TRUNCATE. Za pomocą instrukcji DDL osoba nie manipuluje bezpośrednio danymi, a ich strukturą. Można zdefiniować kolumny tabel, zmienić typy danych, czy usunąć obiekt taki jak widok czy tabela.